# Список фармацевтических журналов
Список фармацевтических журналов включает журналы и другие периодические издания, публикующие фармацевтические статьи и монографии, распределённые по алфавиту.

## А-Я
| Журнал                                                  | Год основания | ISSN      | Примечания | Ссылка |
| ------------------------------------------------------- | ------------- | --------- | --- | ------ |
| «Безопасность и риск фармакотерапии»                    | 1994          | 2312-7821 | Ежеквартальный научно-практический рецензируемый журнал открытого доступа. Единственное периодическое издание в РФ и ЕАЭС, посвященное исследованиям по важнейшим направлениям клинической фармакологии — безопасности фармакотерапии и фармаконадзору (выявление, оценка и предотвращение нежелательных эффектов лекарственных средств). | [ 1 ]  |
| «Фармацевтичний журнал Farmatsevtychnyi zhurnal (Kyiv)» | 1928          | 0367-3057 | через 1 мес после публикации статьи доступны в электронном виде | [ 2 ]  |
| «Биомедицинская химия»                                  | 1955          | 0042-8809 | через 12 мес после публикации статьи доступны в электронном виде | [ 3 ]  |
| «БИОпрепараты. Профилактика, диагностика, лечение»      | 2001          | 2221-996X | Ежеквартальный научно-практический рецензируемый журнал открытого доступа. Посвящен полному циклу разработки биологических лекарственных препаратов (вакцин, биотехнологических и генотерапевтических лекарственных препаратов, биомедицинских клеточных продуктов и др.) и их медицинскому применению. | [ 4 ]  |
| «Биофармацевтический журнал»                            | 2009          | 2073-8099 | Russian Journal of Biopharmaceuticals | [ 5 ]  |
| «Вестник педиатрической фармакологии и нутрициологии»   |               |           | Московский НИИ педиатрии и детской хирургии Росмедтехнологий | [ 6 ]  |
| «Вопросы медицинской химии»                             |               |           | с 2003 года изменил название на «Биомедицинская химия» | [ 7 ]  |
| «Качественная клиническая практика»                     | 2001          |           | | [ 8 ]  |
| «Клиническая фармация»                                  |               |           | | [ 9 ]  |
| «Московские аптеки»                                     | 1995          |           | Фармацевтическая газета (архив газеты доступен на сайте ) | [ 10 ] |
| «Педиатрическая фармакология»                           | 2003          | 1727-5776 | научно-практический журнал Союза педиатров России | [ 11 ] |
| «Первый стол»                                           | 2005          |           | журнал для фармацевтов и провизоров, работников первого стола | [ 12 ] |
| «Психофармакология и биологическая наркология»          | 2000          | 1606-8181 | | [ 13 ] |
| «Разработка и регистрация лекарственных средств»        | 2012          | 2305-2066 | научно-производственный журнал | [ 14 ] |
| «Ремедиум»                                              | 1997          | 1561-5936 | | [ 15 ] |
| «Российские аптеки»                                     | 1999          |           | | [ 16 ] |
| «Фармакоэкономика: теория и практика»                   | 2013          | 2312-2862 | | [ 17 ] |
| «Фармакокинетика и Фармакодинамика»                     | 2004          |           | | [ 18 ] |
| «Фармацевтическое обозрение»                            | 2001          |           | | [ 19 ] |
| «Фармацевтический вестник»                              | 1994          |           | | [ 20 ] |
| «Фарматека»                                             | 1994          | 2073-4034 | | [ 21 ] |
| «Фармация»                                              | 1952          | 0367-3014 | | [ 22 ] |
| «Химико-фармацевтический журнал»                        | 1967          | 0023-1134 | ежемесячный научно-технический и производственный журнал | [ 23 ] |
| «Экспериментальная и клиническая фармакология»          | 1938          | 0869-2092 | основной фармакологический журнал РАМН и Национального фармакологического общества России | [ 24 ] |
| "Фармация Казахстана"                                   | 2001          | 2310-6115 | Ежемесячный журнал о рынке лекарственных средств, изделий медицинского назначения и медицинской техники, входит в перечень журналов, рекомендуемых комитетом по контролю в сфере образования и науки Республики Казахстан для публикации научной деятельности (ВАК), учредитель Министерство здравоохранения РК, издатель - Национальный Центр экспертизы лекарственных средств, изделий медицинского назначения и медицинской техники МЗ РК. Журналы доступны для бесплатного скачивания через 6 месяцев. сайт: pharmkaz.kz |        |

## A-C
- American Journal of Pharmaceutical Education
- Biological & Pharmaceutical Bulletin
- Biomacromolecules ACS
- Biochemistry Journal ACS
- Biopharmaceutics & Drug Disposition (сайт журнала)
- Biotechnology Progress ACS
- Brazilian Journal of Pharmaceutical Sciences
- Canadian Pharmaceutical Marketing
- Cell Biochemistry and Function (сайт журнала)
- Chemical & Pharmaceutical Bulletin
- Психофармакология и биологическая наркология (сайт журнала)
- Чистые помещения и технологические среды сайт журнала

## E
- European Journal of Pharmaceutical Sciences (сайт журнала)
- Expert Opinion on Biological Therapy
- Expert Opinion on Drug Delivery [25]
- Expert Opinion on Drug Discovery [25]
- Expert Opinion on Drug Metabolism & Toxicology [25]
- Expert Opinion on Drug Safety [25]
- Expert Opinion on Emerging Drugs [25]
- Expert Opinion on Investigational Drugs [25]
- Expert Opinion on Medical Diagnostics [25]
- Expert Opinion on Pharmacotherapy [25]
- Expert Opinion on Therapeutic Patents [25]
- Expert Opinion on Therapeutic Targets [25]

## H-J
- Health Economics (сайт журнала)
- Human Psychopharmacology: Clinical & Experimental (сайт журнала)
- International Journal of Geriatric Psychiatry (сайт журнала)
- Indian Journal of Pharmaceutical Sciences (сайт журнала) Free full text articles
- International Journal of Medical Sciences (сайт журнала)
- International Journal of Pharmaceutics (сайт журнала)
- International Journal of Research in Pharmaceutical Sciences (сайт журнала) ISSN: 0975-7538
- Journal of Biomedical & Pharmaceutical Engineering
- Journal of Excipients and Food Chemicals
- Journal of Medicinal Chemistry ACS
- Journal of Natural Products ACS
- Journal of Pharmaceutical Research and Health Care (сайт журнала)
- Journal of Pharmaceutical Sciences (сайт журнала)
- Journal of Pharmacy and Pharmacology (сайт журнала) (недоступная ссылка)

## P-T
- Pharmaceutical Manufacturing and Packing Sourcer
- Pharmaceutical and Medical Packaging News
- Pharmaceutical Executive
- Pharmaceutical Journal
- Pharmaceutical Manufacturing
- Pharmaceutical Processing
- Pharmaceutical Statistics
- Pharmaceutical Technology
- Pharmaceutical Technology Europe
- Pharmaceuticals
- Pharmacoepidemiology and Drug Safety (сайт журнала)
- Phytotherapy Research (сайт журнала)
- Scientia Pharmaceutica (сайт журнала)
- South African Pharmaceutical Journal
- The Journal of Gene Medicine (сайт журнала)
- The Quality Assurance Journal (сайт журнала)
- Tissue Engineering and Regenerative Medicine (сайт журнала)
- Tropical Journal of Pharmaceutical Research